# Santiago Nadal
Santiago Nadal  Gaya (Lérida, 1909 - Barcelona, 1974) fue un periodista y escritor español, hermano de Joan Manuel Nadal y de Carlos Nadal. 

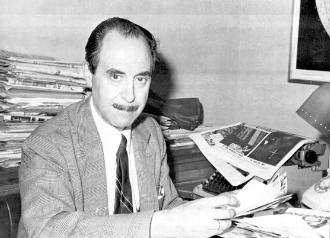
Santiago Nadal Gaya

Se licenció en Derecho en la Universidad de Barcelona. A la llegada de la Segunda República, fue uno de los fundadores del grupo monárquico catalán Peña Blanca. Cuando estalló la guerra civil española fue perseguido con amenazas de muerte por milicianos de la FAI y encarcelado. Escapó a Italia en 1936. Desde allí pasó a la España "nacional", donde fue llamado a filas. Fue uno de los catalanes que fundaron la revista Destino. Pasó después a dirigir los diarios Nueva Rioja y El Correo Español-El Pueblo Vasco.
Después de la Guerra Civil, volvió a Barcelona, donde fue redactor de Internacional en La Vanguardia y en la revista Destino. Desde 1939 destacó por su apoyo a la monarquía dinástica y su apoyo a los Aliados, durante la Segunda Guerra Mundial. En 1944, fue encarcelado, por un artículo suyo (Verona y Argel) publicado en Destino sobre el fascismo italiano; fue liberado por presiones de Josep Pla y del alcalde de Barcelona, Miguel Mateu. 
Durante la Segunda Guerra Mundial, Nadal era ya Redactor Jefe de la Sección de Internacional de La Vanguardia Española (ahora  La Vanguardia) y contribuyó activamente a la posición aliadófila del periódico. Fue condecorado por el gobierno británico y el gobierno francés; y fue uno de los pocos invitados españoles a la boda de la reina Isabel II de Inglaterra.
Desde su posición como Redactor Jefe, Nadal desarrolló una de las secciones de Internacional más importantes de la prensa española de los años 50, 60 y 70. Finalmente, Nadal sería Subdirector de La Vanguardia hasta su muerte, en 1974. Fue también corresponsal y redactor del diario monárquico ABC.  Fue presidente de la Asociación de la Prensa de Barcelona de 1971 a 1974.
Santiago Nadal mantuvo una actividad política pseudo-clandestina, centrada en los grupo monárquicos y liberales de Barcelona y Madrid. Fue miembro del Consejo Privado de D. Juan de Borbón, Conde de Barcelona, hijo y heredero de Alfonso XIII y padre de Juan Carlos I. Fue el único catalán del "Secretariado Permanente" del Consejo. 
Periodista sagaz, supo sortear la censura, para transmitir un mensaje de liberalismo y de concordia, en pleno franquismo: época de censura previa y, después, de control de la prensa.
Nadal es autor de libros sobre historia, política internacional y nacional. 

## Obras
- Las cuatro mujeres de Felipe II (1945)
- Los Estados Unidos vistos de cerca (1960)
- España antes de mañana (1974)